# تاتول آلتونیان
تاتول تیگرانی آلتونیان (ارمنی: Թաթուլ Տիգրանի Ալթունյան؛ ۱۵ اکتبر ۱۹۰۱ – درگذشته ۲۹ نوامبر ۱۹۷۳) رهبر ارکستر اهل ارمنستان بود. 

## زندگی‌نامه
در  ۱۵ اکتبر [سبک قدیمی: ۲ اکتبر] ۱۹۰۱ در آدانا به دنیا آمد و در سال ۱۹۳۴ از کنسرواتوار سنت پترزبورگ فارغ‌التحصیل گشت. وی همچنین برندهٔ جوایزی همچون جایزه هنرمند مردمی اتحاد جماهیر شوروی، هنرمند مردمی ارمنستان شوروی، و نشان لنین شده‌است. وی در ۲۹ نوامبر ۱۹۷۳ در سن ۷۲ سالگی در ایروان درگذشت و در کنار همسرش، اولگا آلتونیان، در آرامستان مرکزی ایروان (توخماخ) به خاک سپرده شد.

## نگارخانه

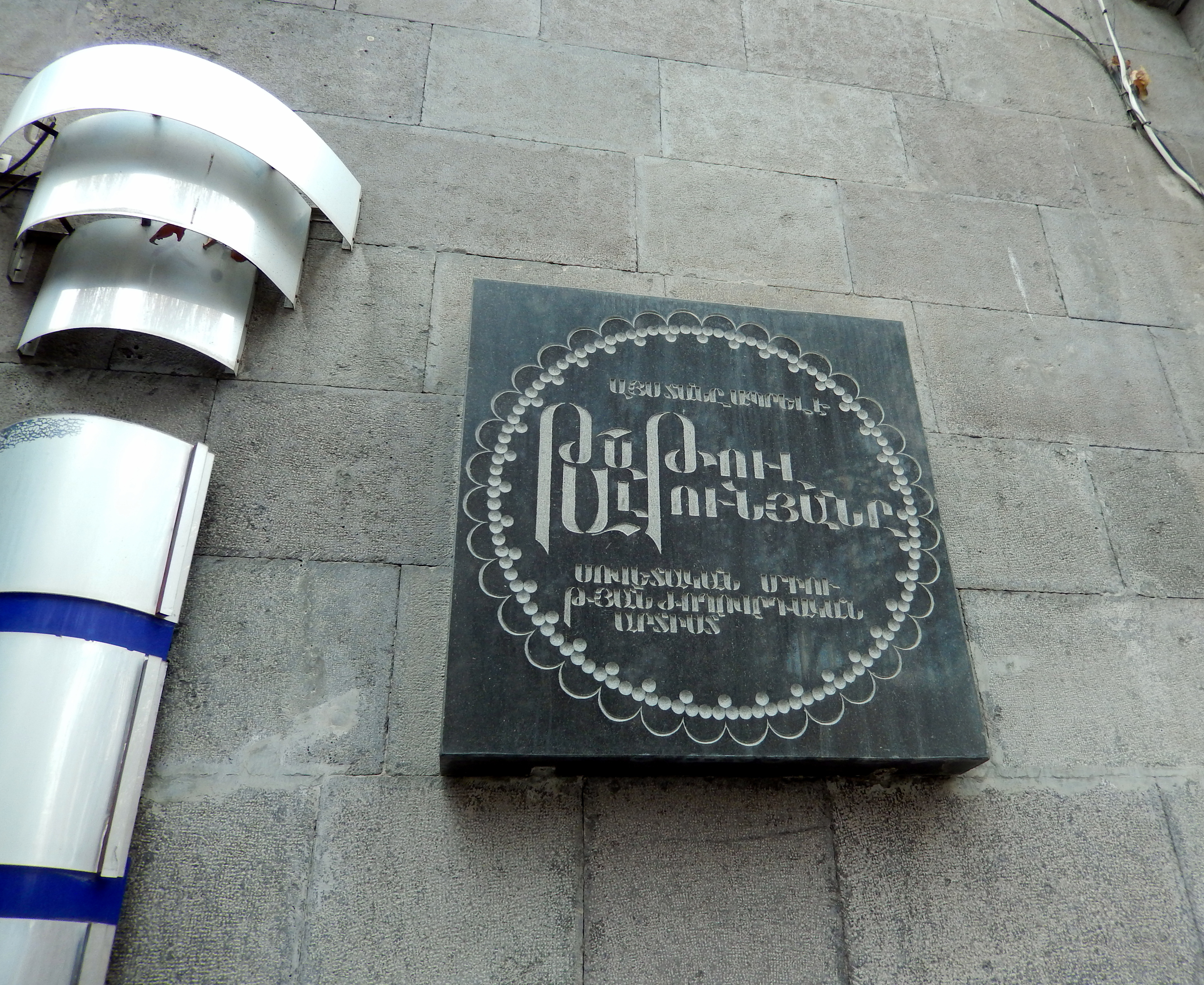
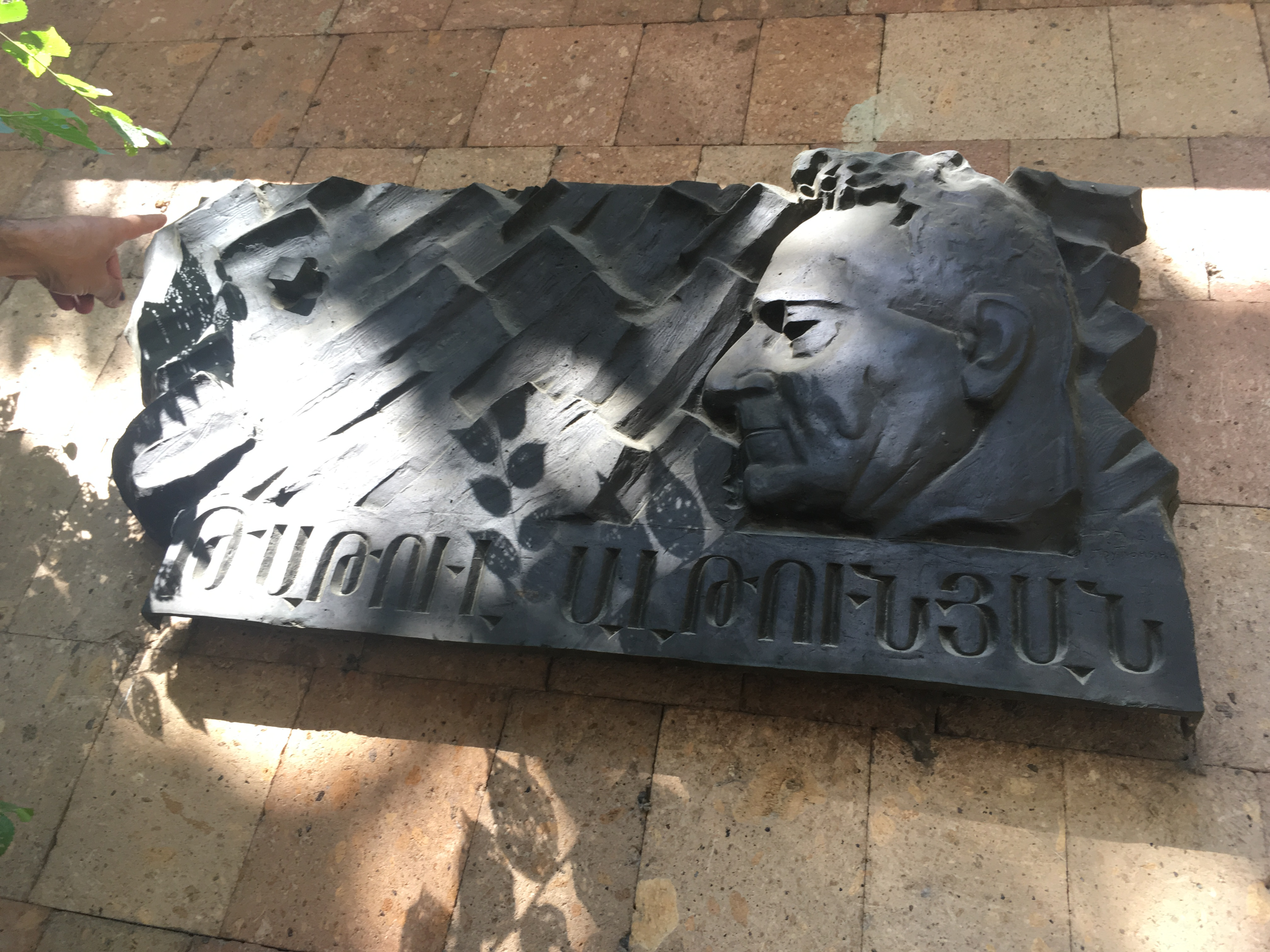